# Mathias
A Mathias magyar fejlesztésű négyszemélyes kísérleti kisautó, amelyet 1988-ban mutattak be a Budapesti Nemzetközi Vásáron. Nevét a tervezőről, Borlói Mátyásról kapta. Célja az akkori idők korlátozott lehetőségei között elérhető, főleg KGST országokban gyártott fődarabok és alkatrészek felhasználása volt. Nem jutott túl a prototípus fázison.

## A Népszabadság tudósítása
A Népszabadság 1988. május 12-i (csütörtöki) száma "Kísérleti kisautót mutattak be" címmel írta a 9. oldalán:
"Hazai gyártmányú keréktárcsák, gumik, szélvédő, karosszéria, kis-Polski-műszerfal, kormány, reflektor, Skoda-irányjelzők elöl, Wartburg-világítás hátul: ezekből az alkatrészekből és a kisvállalkozó Mathias design stúdió tervező- és kivitelezőmunkájából állt össze ez a kísérleti kocsi. A sebességváltó, tengelykapcsoló és kormánymű: Trabant. A motort kivéve – ez egy Fiat 903 köbcentis erőforrás – mindent szocialista országban gyártottak. A tetszetős karosszéria tágas, légellenállási értéke is nagyon kedvező. Ez, és a kis súly (640 kg) eredményezi a nagyon kis fogyasztást. A négyszemélyes autó belül is tágas, és – a mellsőkerék-meghajtásnak köszönhetően – stabil is. A nagyközönség a BNV-n láthatja a próbakocsit.

A hazai autógyártás újabb lehetséges termékének első, működő példányát mutatták be szerdán a Petőfi Csarnokban a Delma Fejlesztő, Piackutató, Szerszám- és Mintakészítő Kisszövetkezet vezetői."